# Смирнов, Анатолий Иванович (писатель)
Анато́лий Ива́нович Смирно́в (16 октября 1922, Алексеевка, Пестяковский район, Ивановская область, СССР — 7 ноября 1971, Йошкар-Ола, Марийская АССР, СССР) — советский детский писатель, редактор, педагог. Заслуженный работник культуры Марийской АССР.

## Биография
Родился 16 октября 1922 года в д. Алексеевка ныне Пестяковского района Ивановской области. В 1933 году семья переехала в п. Звенигово (ныне — г. Звенигово Марий Эл), где он окончил среднюю школу. В 1948 году окончил Марийский учительский институт, затем работал в сельских школах Марийской АССР.
В 1948 году поступил на заочное отделение Московского полиграфического института. В 1951—1971 годах работал редактором в Марийском книжном издательстве.
Умер 7 ноября 1971 года в Йошкар-Оле.

## Литературная деятельность
Заниматься литературным творчеством начал в конце 1940-х годов с публикации очерков в газете «Марийская правда».
В 1954 году женился на Маргарите Андреевне Фадеевой, уроженке г. Чебоксары Чувашской АССР, которая стала его спутницей жизни, единомышленницей и соавтором. Так в 1955 году родился детский сборник рассказов «Золотое перо». Также интересна книга рассказов для детей «Самое важное».
В 1961 году свет увидела первая книга цикла о Петрушке — повесть-сказка «Приключения Петрушки». Вторая книга «Друзья растений» вышла в 1965 году, в 1969 году — третья, «Волшебная книга», в 1978 — четвёртая, «И солнце снова в небе». Также «Приключения Петрушки» вышли отдельной книгой в Москве в 1972 году. Впоследствии в разные годы это произведение выходило в переводе на немецкий, молдавский и узбекский языки.

## Основные произведения
Далее представлен список основных произведений автора на русском языке и в переводе на другие языки:

### На русском языке
- Золотое перо: рассказы. Йошкар-Ола, 1955. — 80 с.
- В пургу: рассказ; Золотое перо: сказка // Дружба. — Йошкар-Ола, 1955. — С. 66—69.
- Катина кукла; Праздничный фартук; Самое важное: рассказы / А. Смирнов, М. Фадеева // Дружба. — Йошкар-Ола, 1956. — С. 115—118.
- Самое важное: рассказы / М. Фадеева, А. Смирнов. — Йошкар-Ола, 1957. — 104 с.
- Дружная семья: сказка / М. Фадеева, А. Смирнов. — Йошкар-Ола, 1959. — 144 с.
- Приключения Петрушки: повесть-сказка / М. Фадеева, А. Смирнов. — Йошкар-Ола, 1963. 184 с.; М., 1971. 160 с.; М., 1975. 160 с.; М., 1994. 160 с.
- Друзья растений. Петрушка в стране Трафарета: повесть-сказка / М. Фадеева, А. Смирнов. — Йошкар-Ола, 1965. 176 с.
- Волшебная книга. Петрушка у людей: повесть-сказка / М. Фадеева, А. Смирнов. — Йошкар-Ола, 1969. 160 с.; 1970. 160 с.; 1990. 154 с.
- Митькина любовь: рассказ // Дружба. — Йошкар-Ола, 1976. — С. 204—205.
- И солнце снова в небе: повесть-сказка / М. Фадеева, А. Смирнов. — Йошкар-Ола, 1978. — 112 с.
- Приключения Петрушки. Друзья растений: повесть-сказка / М. Фадеева, А. Смирнов. — Йошкар-Ола, 1987. — 240 с.
- Приключения Петрушки и Алёнки: по мотивам сказки «Приключения Петрушки» / М. Фадеева, А. Смирнов. — М., 1991. 16 с.
- Приключения Петрушки: сборник сказочных повестей / сост. Д. Исаков // М., 1995. — 448 с.
- Приключения Петрушки: повесть-сказка / М. Фадеева, А. Смирнов, К. Чуковский, Ю. Олеша // Ю. Олеша. Три толстяка. — М., 1996. — 448 с.
- Приключения Петрушки: отрывок из повести // Русское слово Марий Эл. — Йошкар-Ола, 2004. — С. 77—85.

### В переводе на другие языки
- Тӧрлатен; Шӧртньӧ перо; Шудо йомын: ойлымаш-вл. / перевод на марийский М. Емельянова // Ончыко. — 1956. — № 6. — С. 80—84.
- Приключения Петрушки: повесть-сказка / перевод на немецкий язык Х. Гутше. — Берлин, 1977. — 136 с.
- Приключений Петрушки: повесть-сказка / перевод на узбекский язык // Ташкент, 1988. — 400 с.
- Приключения Петрушки: повесть-сказка / перевод на молдавский язык Р. Сокиркэ. — Кишинёв, 1989. — 176 с.

## Звания и награды
- Заслуженный работник культуры Марийской АССР[1][2]
- Нагрудный знак «Отличник печати»[1][2]
- Юбилейная медаль «За доблестный труд. В ознаменование 100-летия со дня рождения Владимира Ильича Ленина»
- Почётная грамота Президиума Верховного Совета Марийской АССР (1956)[1][2]